# 釜山大駅
釜山大駅（プサンデえき）は、大韓民国釜山広域市金井区にある釜山交通公社1号線の駅である。駅番号は128。
旅客案内上の日本語訳は釜山大学駅。

## 駅構造
相対式ホーム2面2線の高架駅で、スクリーンタイプのホームドアが設置されている。出入口は4箇所に設けられている。改札内でのホーム間の移動はできない。

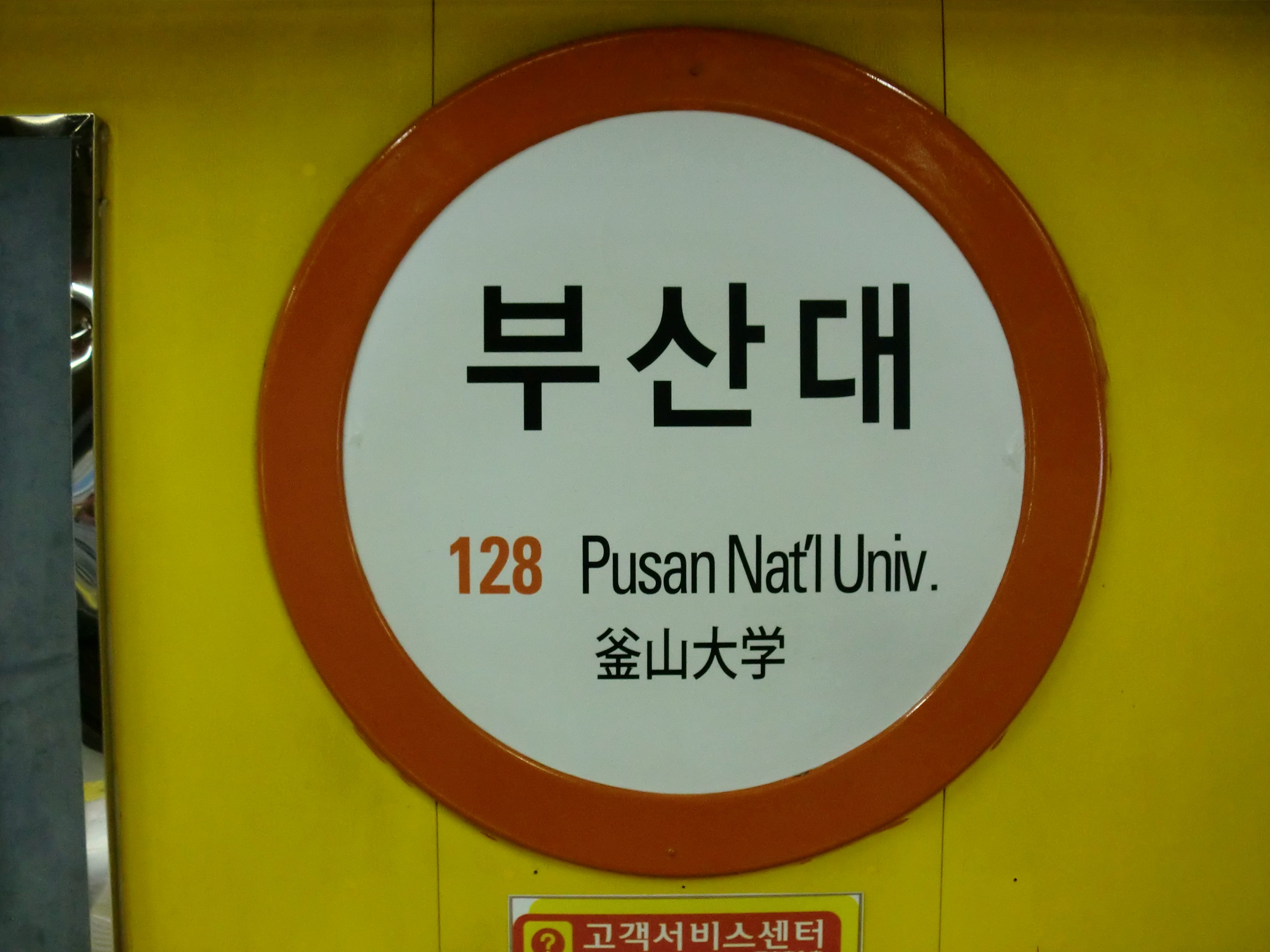
駅名標

### のりば
| 上り | 1号線 | 多大浦海水浴場方面 |
| 下り | 1号線 | 老圃方面           |

## 歴史
- 1985年7月19日 - 釜山大学前駅（0부산대학앞）として開業。
- 2010年2月24日 - 釜山大駅に改称。

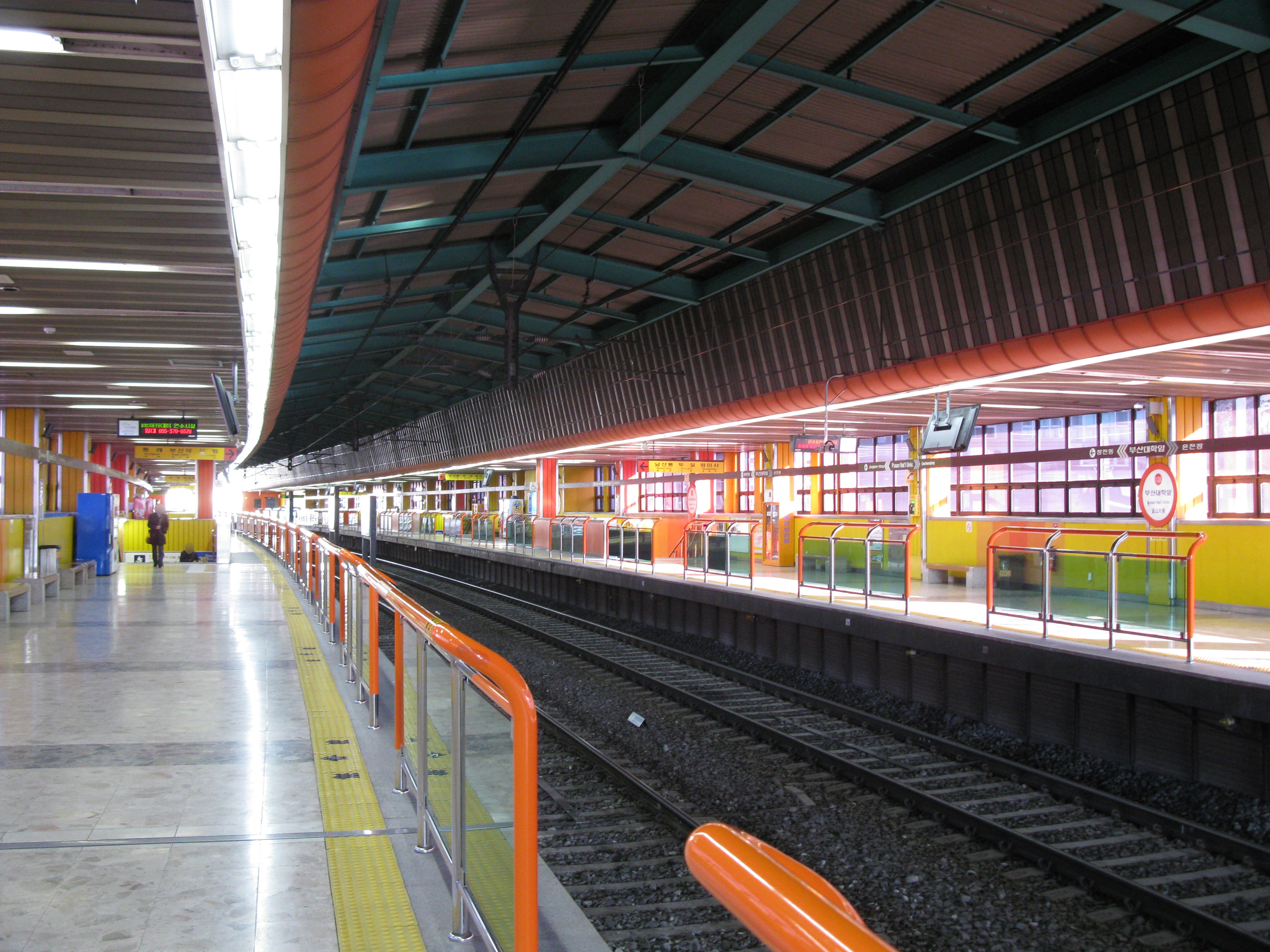
改称前のホーム（2009年2月）

## 駅周辺
釜山大学校が付近にあり、学生街が広がっている。
- 釜山大学校
- NC百貨店釜山大店
- 釜山銀行長箭洞支店
- 金井税務署
- 釜谷2洞住民センター
- 金剛植物園
- 金井初等学校
- 釜谷初等学校
- 錦陽中学校
- 釜谷中学校
- 釜山大学附設高等学校
- 大同大学校

## 隣の駅
釜山交通公社
 1号線
温泉場駅 (127) - 釜山大駅(128) - 長箭駅 (129)